# Nuit du Onze
La nuit du Onze (en anglais : Eleventh Night) aussi appelée nuit des feux de joie (anglais : Bonfire Night), est une fête qui se déroule la veille du 12 juillet ou Orange Day en Irlande du Nord. Elle constitue le prélude au jour férié Orange Day et se caractérise par l'organisation de grands feux de joie et des fêtes de rues. 
Il s'agit d'un moment important dans les communautés loyalistes d'Irlande du Nord. Ce rituel et les festivités du Orange Day fonctionnent comme des marqueurs de l'identité loyaliste protestante en Irlande du Nord.

## Histoire
La soirée et la nuit du 11 juillet constituent pour les communautés protestantes loyalistes le prélude au Orange Day,,. Elle célèbre la victoire en juillet 1690 du roi protestant Guillaume III sur le roi catholique déchu Jacques II à la bataille de la Boyne,,,,

### Les feux de joie en Irlande du Nord
Traditionnellement, les catholiques et les protestants d'Ulster allumaient des feux de joie à la Saint-Jean, au 1er mai (Beltaine) et à Samain, qui étaient des fêtes non confessionnelles. Au XVIIIe siècle, les protestants d'Ulster ont également pris l'habitude d'allumer des feux de joie le 11 juillet pour commémorer la victoire williamite, tandis que les catholiques faisaient des feux de joie le soir du 14 août pour célébrer l'Assomption.

### Organisation
Durant cette soirée sont organisés de grands feux de joie construits principalement avec des palettes en bois et des pneus,. Les bûchers peuvent atteindre une hauteur de plus de 20 mètres et dominer les maisons environnantes. Les bûchers sont ornés du Union Jack ou de drapeaux paramilitaires loyalistes au sommet, ensuite retirés par respect avant la combustion de minuit pour les remplacer par le drapeau tricolore irlandais et d'autres symboles républicains ou catholiques, dont la combustion est applaudie par les spectateurs,. Des symboles anticatholiques sont régulièrement affichés. Les festivités se prolongent jusqu'aux premières heures du matin. L'atmosphère est détendue et familiale, avec des barbecues, des fêtes de rue improvisées et la présence de familles venues observer le spectacle.
Les jeunes des quartiers protestants passent leurs journées à collecter des matériaux inflammables pour alimenter les bûchers qui s'élèvent progressivement dans les quartiers loyalistes. Ils construisent des abris de fortune à proximité des feux et y montent la garde toute la nuit, officiellement pour protéger leurs bûchers d'éventuels saboteurs des quartiers catholiques voisins.
Dans les années 2010, des programmes municipaux de gestion des bûchers tentent d'encadrer la tradition. En effet, ces célébrations créent des tensions avec les services publics, car perçus comme des agents de l'État comme illégitimes, et participent d'une guerre culturelle qui maintient les divisions sectaires sous une forme ritualisée.

## Évolution historique et contemporaine

### Durant les Troubles
Durant la période du conflit nord-irlandais, la nuit du Onze juillet est contrôlée par des paramilitaires et marquée par des démonstrations paramilitaires intimidantes, avec des hommes masqués tirant des coups de feu en l'air et des symboles sectaires omniprésents.
Depuis les années 1990, la Onzième nuit a fait l'objet d'une instrumentalisation par des groupes paramilitaires loyalistes qui y voient un moyen de maintenir leur influence et leur contrôle social dans leurs communautés. Contrairement aux défilés orangistes strictement encadrés par la Parades Commission, les feux de joie échappent largement à toute réglementation officielle. Le caractère informel de ces célébrations en fait des événements culturels non régulés, facilement récupérables par des acteurs violents. L'ordre d'Orange prend d'ailleurs ses distances avec ces célébrations depuis les années 1990, préférant se concentrer sur les marches du 12 juillet jugées plus respectables. 

### Évolution depuis 1998
Depuis l'accord du Vendredi saint conclu le 10 avril 1998 entre les principales forces politiques d'Irlande du Nord, certaines communautés loyalistes ont entrepris de transformer la tradition des feux de joie pour s'éloigner de son caractère sectaire et paramilitaire. 
Cependant, un rapport confidentiel de 2017 commandé par le Community Relations Council rappelle que les feux de joie constituent un vecteur par lequel les groupes paramilitaires « étendent leur légitimité et contrôlent les activités communautaires ». L'universitaire Amanda Hall estime que ce rituel de feux de joie est devenu plus sectaire et conflictuel, constituant une forme de main-mise de certains paramilitaires sur des territoires et une tentative de ranimer des antagonismes entre les communautés protestantes-unionistes-loyalistes et catholiques-nationalistes-républicaines.
Alors que d'anciens membres de l'Ulster Defence Association et de l'Ulster Volunteer Force collaborent désormais avec les autorités locales dans un programme de gestion des feux de joie, de nouveaux programmes visent à réorienter la tradition vers l'éducation culturelle des jeunes, en utilisant des designs innovants pour les bûchers comme des châteaux plutôt que les structures traditionnelles, et en tentant de s'éloigner du caractère violent de cette tradition. Ainsi, le sociologue David Schalliol estime en 2016 que les événements semblent évoluer vers une forme plus modérée. 

### Nuisances
Ces brasiers monumentaux génèrent de nombreuses nuisances. Ils nécessitent souvent l'intervention des pompiers en raison des risques qu'ils représentent pour les habitations voisines, les sites sur lesquels ils organisés deviennent des dépotoirs infestés de rats et les épaisses fumées nocturnes polluent l'atmosphère, tandis que les ruines continuent de se consumer pendant plusieurs jours,.

### Dérives racistes
En 2012, des symboles de l'importante communauté immigrée polonaise sont brûlés lors des feux de joie, ce que la Polish Association of Northern Ireland a qualifié d'« intimidation raciste »,.
En 2025, le feu de joie de Moygashel dans le comté de Tyrone est surmonté d'une effigie représentant des migrants traversant la Manche, composée d'un bateau transportant des mannequins en gilets de sauvetage accompagnés de banderoles anti-immigration. La police nord-irlandaise ouvre une enquête pour incident de haine.

### Tentatives de répondre aux préoccupations
Des efforts ont été faits pour rendre les feux de joie plus conviviaux et respectueux de l'environnement. À Belfast, une initiative « Feux de joie » a été mise en place. En adhérant à cette initiative, les groupes communautaires qui organisent des feux de joie acceptent un certain nombre de conditions. Un « comité des feux de joie » doit être formé ; la collecte du matériel de brûlage ne peut commencer que le 1er juin, seul du bois peut être brûlé, et les drapeaux et emblèmes paramilitaires ne doivent pas être exposés sur le lieu du feu de joie. 
En 2009, le conseil municipal de Belfast a commencé à promouvoir les « balises » comme une alternative écologique. Il s'agit d'une cage métallique pyramidale remplie de copeaux de saule, posée sur un sol sablonneux pour protéger celui-ci. Les saules repoussent dans l'année qui suit leur coupe, rendant les feux de joie plus respectueux de l'environnement. En acceptant d'utiliser ces balises, les communautés peuvent bénéficier d'un financement pouvant atteindre 1 500 £ du conseil municipal de Belfast pour organiser une fête de rue, à condition de ne pas arborer de drapeaux paramilitaires et de ne pas brûler des pneus. Certaines communautés loyalistes de Belfast ont commencé à utiliser ces balises. Cependant, de nombreuses autres s'y opposent, affirmant qu'elles portent atteinte à leurs traditions. En 2009, six balises ont été allumées à Belfast lors de la nuit du 11 juillet. En 2024, ce nombre était passé à quinze,.